# هلن (نام کوچک)
هلن نامی زنانه که از نام Ἑλένη در یونانی باستان مشتق شده است. هلن به معنی «روشن» یا «نور» است. همچنین می‌تواند به معنای «درخشش» یا «گرم شدن» باشد.
افراد سرشناس با این نام عبارتند از:
- هلن، اسطوره یونان باستان
- هلن، خواننده اهل ایران
- هلن، بازیگر اهل هند
- هلن اتکینسون-وود، بازیگر اهل انگلیس
- هلن برودریک، بازیگر اهل آمریکا
- هلن بکسندیل، بازیگر اهل انگلیس
- هلن دان-دانگن، شناگر اهل انگلیس
- هلن فرانکن‌تالر، نقاش اهل آمریکا
- هلن فریزر، بازیگر اهل انگلیس
- هلن فلنگن، بازیگر اهل انگلیس
- هلن فیلد کامستاک، شاعر اهل آمریکا
- هلن گارنر، نویسنده اهل استرالیا
- هلن هومز، خواننده اهل آمریکا